# Hr.Ms. Friso (1940)
De Hr.Ms. Friso (K 00) was een Nederlands korvet van de Flowerklasse. De oorspronkelijke naam van het schip was HMS Carnation. De Friso was aan de Nederlandse marine in bruikleen gegeven. De bemanning van de tot zinken gebrachte Nederlandse mijnenveger Jan van Gelder werd overgeplaatst op de Friso en kon zo weer in actie komen tijdens de Tweede Wereldoorlog. Het schip werd in 1944 teruggegeven aan de Britse marine omdat er geen taken meer beschikbaar waren voor het schip. De Britse marine plaatste het schip in de mottenballenvloot. Op 31 maart 1948 werd het schip verkocht en herdoopt tot Southern Laurel. Het schip is uiteindelijk in 1966 in het Noorse Stavanger gesloopt.